# تیم ملی بسکتبال تانزانیا
تیم ملی بسکتبال تانزانیا، نماینده تانزانیا در مسابقات بین المللی بسکتبال است. این تیم توسط فدراسیون بسکتبال این کشور اداره می شود. 